# Сьогютлю Чешме (квартал в Кючюкчекмедже)
„Сьогютлю Чешме“ (на турски: Söğütlüçeşme) е квартал на Истанбул, разположен в градска околия Кючюкчекмедже. Общата му площ е 0,98 км2. Според данни на Адресната система за регистриране на населението (ABPRS) към 2023 г. населението на „Сьогютлю Чешме“ е 33 808 жители.